# Souain-Perthes-lès-Hurlus
Souain-Perthes-lès-Hurlus – miejscowość i gmina we Francji, w regionie Grand Est, w departamencie Marna.
Według danych na rok 1990 gminę zamieszkiwały 203 osoby, a gęstość zaludnienia wynosiła 4 osób/km².